# 1891 en Ontario
Chronologie de l'Ontario
- 1887
- 1888
- 1889
- 1890
- 1891
- 1892
- 1893
- 1894
- 1895

Cette page concerne des événements d'actualité qui se sont produits durant l'année 1891 dans la province canadienne de l'Ontario.

## Politique
- Premier ministre : Oliver Mowat (Parti libéral).
- Chef de l'Opposition: William Ralph Meredith (Parti conservateur).
- Lieutenant-gouverneur: Alexander Campbell
- Législature: 7e (en)

## Événements

### Janvier
- 23 janvier : lors des quatre élections partielles provinciales, le Parti libéral remporte Norfolk-Nord et Norfolk-Sud, le Parti conservateur, son candidat Thomas Magwood (en) est élu député provincial de Perth-Nord à la suite de la démission du libéral Alfred Emanuel Ahrens et le conservateur-Equal Rights (en) George Campbell (en) est réélu député provincial de Durham-Est (en).

### Février
- 2 février : le député libéral provincial James Hill Hunter (en) est décédé en fonction à l'âge de 51 ans.
- 24 février : le libéral John Morison Gibson (en) est élu député provincial de Hamilton à la suite de la démission du conservateur Thomas Henry Stinson pour sa réélection.

### Mars
- 3 mars : le libéral David Porter (en) est élu député provincial de Bruce-Sud à la suite de la démission du conservateur John George pour sa réélection.
- 5 mars : le Parti conservateur de John Alexander Macdonald remporte l'élection générale avec 117 députés élus sur une possibilité de 215. En Ontario, le résultat est de 39 conservateurs (y compris 7 libéraux-conservateurs), 44 libéraux, 1 conservateur indépendant et 1 indépendant.

### Avril
- 2 avril : le libéral Gilbert McKechnie (en) est élu sans opposition député provincial de Grey-Sud à la suite de la mort du même parti James Hill Hunter (en) le 2 février dernier.

### Juin
- 6 juin : le premier premier ministre du Canada John Alexander Macdonald est décédé en fonction à Ottawa à l'âge de 76 ans.
- 16 juin : à la suite de la mort récente de John Alexander Macdonald, le sénateur John Abbott devient le premier né au Canada à devenir premier ministre.

### Novembre
- 10 novembre : le libéral James Kirkwood est élu député provincial de Wellington-Est (en) à la suite de la démission du même parti Charles Clarke (en).

### Décembre
- 31 décembre : le conservateur Bennett Rosamond (en) est élu sans opposition député fédéral de Lanark-Nord à la suite de la démission du même parti Joseph Jamieson (en).

## Naissances
- 1er avril : Harry Nixon, 13e premier ministre de l'Ontario († 22 octobre 1961).
- 10 juin : Wallace Lloyd Algie, bénéficiaire († 11 octobre 1918).
- 14 novembre : Frederick Banting, médecin et codécouvreur de l'insuline († 21 février 1941).
- 25 décembre : William Ross Macdonald, président de la Chambre des communes du Canada (1949-1953) et 21e lieutenant-gouverneur de l'Ontario († 28 mai 1976).

## Décès
- 2 février : James Hill Hunter (en), député provincial de Grey-Sud (1875-1883, 1890-1891) (° 26 juillet 1839)
- 6 juin : John Alexander Macdonald, premier premier ministre du Canada (° 11 janvier 1815)
- 12 décembre : Alexander Workman (en), 3e maire d'Ottawa (° 28 mai 1798).